# Тыл Вооружённых сил СССР

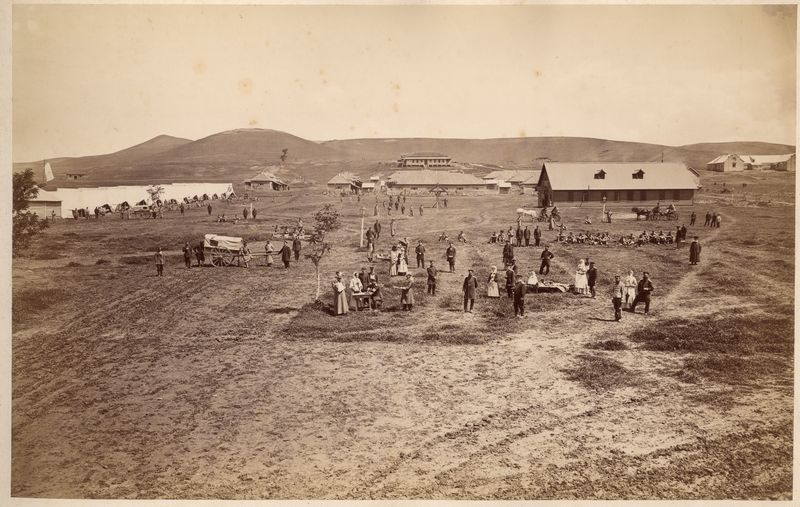
Полевой госпиталь Русской армии, Тифлис, 1878 год.

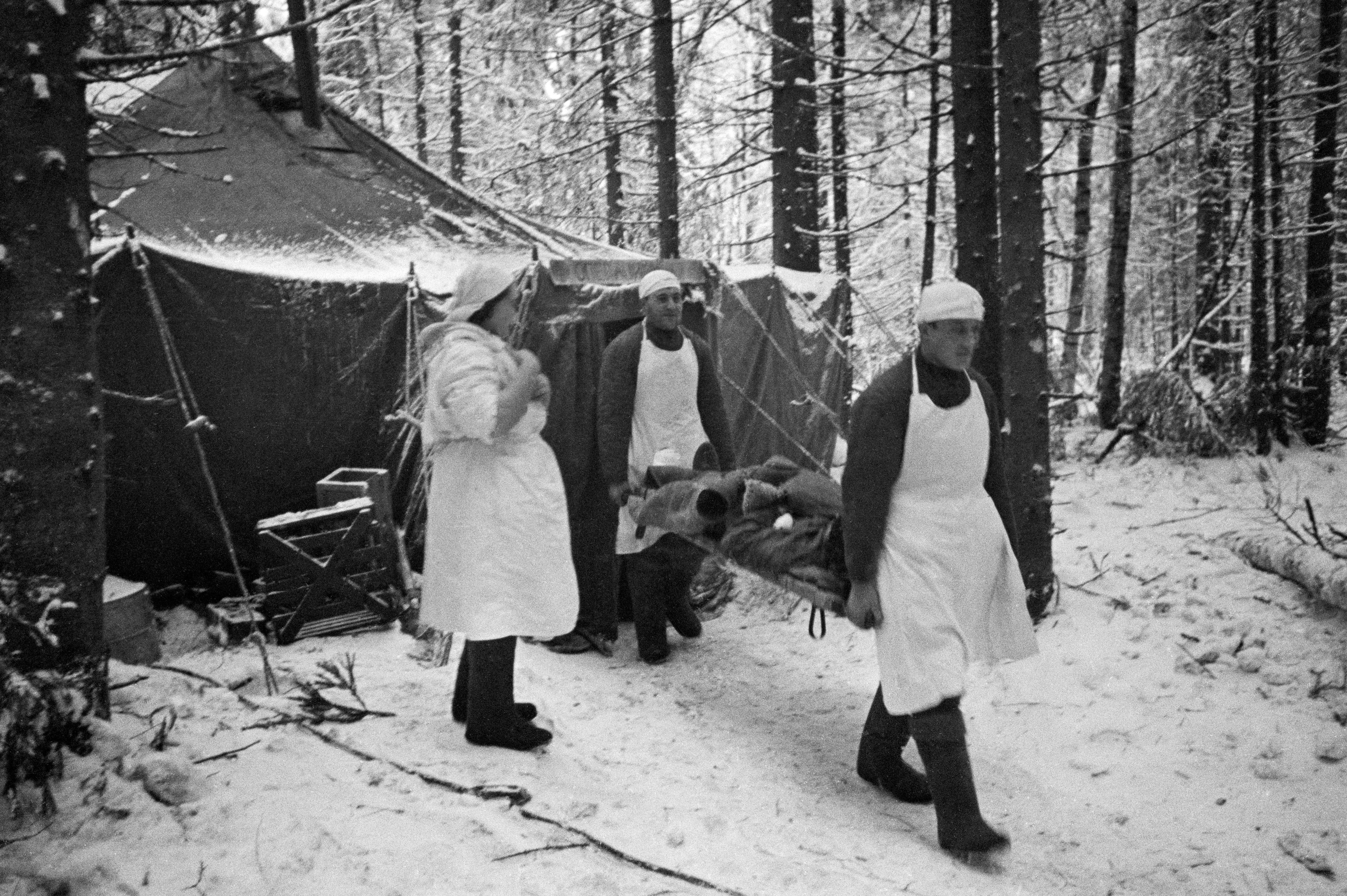
Полевой госпиталь. Волховский фронт, январь 1943 года.

Памятник воинам-дорожникам на Минском шоссе, Московская область (установлен Росавтодором в 2014 году).

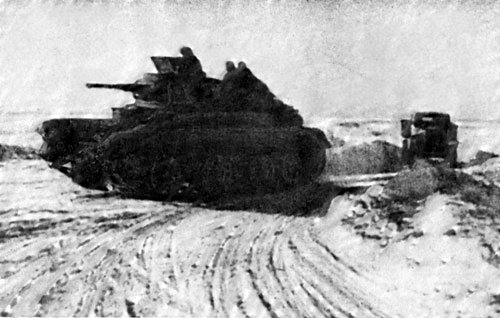
Движение вооружения и военной техники по 101-й военно-автомобильной дороге.

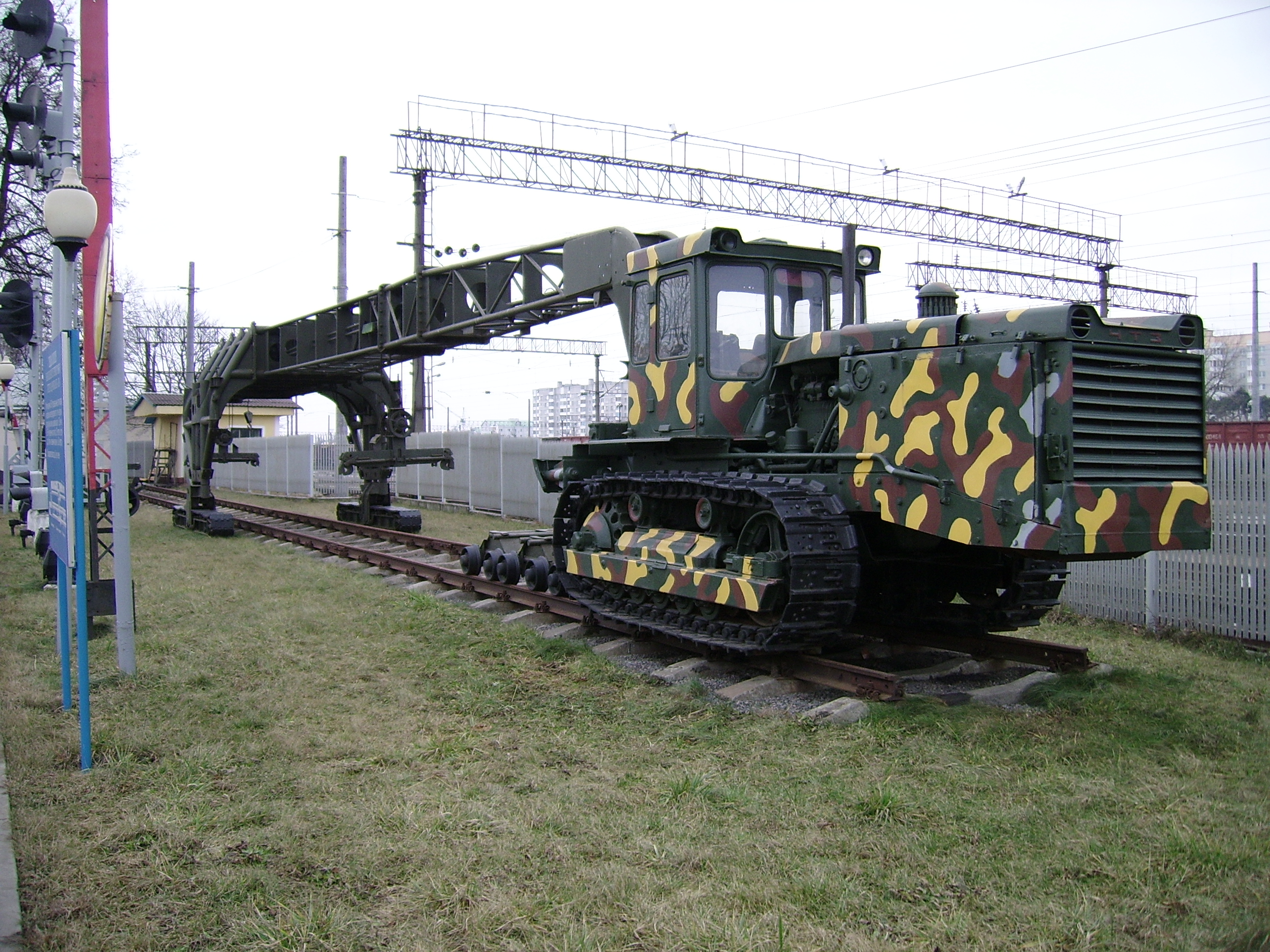
Путеукладчик ПБ-3М железнодорожных войск ВС Союза ССР, производившийся серийно с 1971 года (экспозиция техники железнодорожных войск Барановичского музея железнодорожной техники).

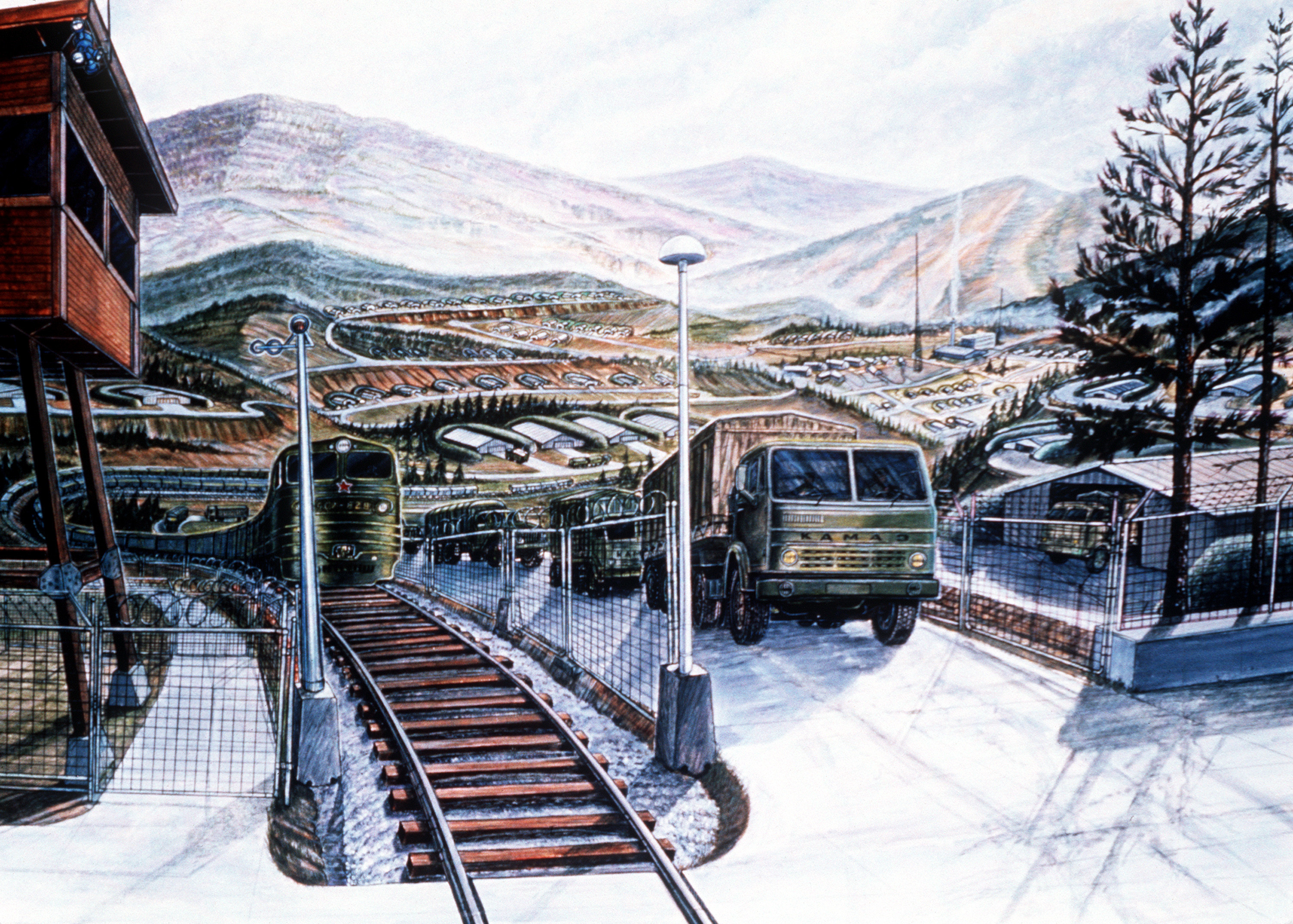
В этой выдумке художника поезд и колонна во главе с тягачом КамАЗ-5410 громыхают по складу вооружения в горном районе Восточной Европы. В военное время склад будет использоваться для поддержки операций советских передовых сухопутных войск, 1989 год.

Тыл Вооружённых сил СССР — силы и средства, предназначенные для тылового обеспечения и по службам тыла технического обеспечения войск (сил) ВС Союза ССР.
Возглавлял ведомство начальник в генеральском звании в ранге Заместителя Министра обороны Союза ССР.

## История
Первые элементы Тыла вооружённых сил (ВС) государств мира в виде постоянных военных обозов появились в 70-х годах XVII века. До этого его задачи в большинстве вооружённых сил выполняли различные невоенные ведомства и частные предприниматели, а в походах войска сопровождали торговцы (маркитанты). В XVII—XVIII веках применялась магазинная система снабжения войск и сил. С созданием регулярных армий, флота и авиации, ростом масштабов военных действий и изменением способов их ведения, в XVIII—XIX веков в составе частей, соединений, объединений и в распоряжении центральных органов военных ведомств стали создаваться штатные подразделения (части) и учреждения, предназначенные для централизованного обеспечения войск (сил) раздельно по каждой службе тыла. Дальнейшее развитие военного дела, особенно применение в войнах XX века автомобилей, танков и авиации, моторизация и механизация войск и сил, потребовали создания сил и средств технического, дорожного, аэродромного обеспечения, снабжения горючим и другого. Оснащение вооружённых сил ядерным оружием, ракетной техникой, большим количеством радиоэлектронных средств и другой современной техникой обусловило внесение новых изменений в систему функционированния Тыла ВС.
Тыл русской армии своё организационное начало получил в первой четверти XVIII века с созданием Петром I регулярных войск и флота (армейский флот), потребовавшим организовать их постоянное государственное обеспечение с казённых складов. Центральными органами снабжения стали приказы (провиантский, военный, пушкарский), в составе полевого управления действующей армии образован комиссариат, ведавший всеми видами снабжения.
Начало созданию провиантских органов в русской армии положил указ Петра I от 18 февраля 1700 года (28 марта по новому стилю — разница юлианского и григорианского каленюарей для дат 15 октября 1582 по 28 февраля 1700 составляет 10 суток [Каменцева Е. И. Хронология: учебное пособие для студентов вузов, обучающихся по специальности 020800 Историко-архивоведение и направлению 520800 История / Е. И. Каменцева. — 2-е изд., испр. и доп. — Москва : Аспект-Пресс, 2003. — 159, [1] с. : табл.; ISBN 5-7567-0293-8]), учреждающий в военном ведомстве должность генерал-провианта, на которую был назначен окольничий Семён Языков. Этим указом генерал-провианту повелевалось «…ведать все хлебные запасы на дачу ратным людям, а также сбором их и дачею, на Москве и в других городах…». Таким образом, был учреждён новый приказ, который в соответствии с титулом его начальника стал именоваться Провиантским, положено начало централизованному обеспечению войск продовольствием. В этот же день царским указом был образован «Особый приказ» (впоследствии получивший название Военного (иногда его называют ещё «Комиссариатским»), на который было возложено снабжение войск обмундированием, снаряжением и жалованием, а также оружием и лошадьми. В 1711 году по указу Петра I снабженческие органы вошли в состав действующей армии. В её полевом управлении был создан комиссариат, ведавший всеми видами снабжения. В дивизиях организация снабжения была возложена на обер-комиссаров и обер-провиантмейстеров, а в полках, соответственно, на комиссаров и провиантмейстеров. Причём полки обзаводились собственным войсковым хозяйством.
Сложившаяся в начале XVIII века структура органов управления и накопленный в ходе Северной войны опыт снабжения действующей армии были закреплены в Уставе Воинском 1716 года. Ответственность за обеспечение войск возлагалась на командующего армией (генерал-фельдмаршала), а непосредственное руководство её снабжением — на генерал-кригскомиссара, в обязанности которого, в частности, входило снабжение войск деньгами, вещевым имуществом, провиантом, оружием и лошадьми. Медицинское обеспечение осуществляли: в армии — доктор при высших генералах, в дивизиях — доктор и штаб-лекарь, в полках — лекарь, в роте — цирюльник (фельдшер).
В последующем система тылового обеспечения Русской императорской армии совершенствовалась с учётом опыта войн. Получил развитие транспорт подвоза, разработана система эшелонирования запасов, создана единая интендантская служба. В Первую мировую войну сформировались фронтовые и армейские базы снабжения, стали функционировать фронтовые распределительные станции, обеспечивавшие приём железнодорожного транспорта из тыла страны, а также корпусные выгрузочные станции.
В Красной Армии в 1918 году образовано Центральное управление снабжения; в объединениях и соединениях учреждены должности начальников снабжения, которым подчинялись части, учреждения и службы тыла. С окончанием Гражданской войны Центральное управление снабжения реформируется в Управление снабжения, которое вскоре было ликвидировано. Службы продовольственного и вещевого снабжения были объединены в одном Военно-хозяйственном управлении. То же самое произошло с другими службами снабжения и обслуживания. Кроме того, все они были подчинены непосредственно наркому обороны. Термин «тыл» как система всестороннего обеспечения войск (сил) был исключён из обихода. В 1935 году вместо Военно-хозяйственного управления создаются управления продовольственного, вещевого и обозно-хозяйственного снабжения, также подчинённые наркому обороны. Управление материально-техническим, медицинским и другими видами обеспечения сосредоточивалось в общевойсковых штабах. Начальники штабов фронта, армии и дивизии имели штатных заместителей по тылу, в полку — помощника по тылу. В 1939 году учреждается Управление начальника снабжения Красной армии. В 1940 году оно преобразуется в Главное интендантское управление в составе управлений продовольственного, вещевого, обозно-хозяйственного снабжения и квартирного довольствия.
К началу Великой Отечественной войны 1941—1945 годов в составе тыла Вооружённых сил СССР имелись: тыловые подразделения, части и учреждения, входившие в состав воинских частей, соединений и объединений всех видов Вооружённых Сил; базы и склады с запасами материальных средств; железнодорожные, автомобильные, дорожные, ремонтные, инженерно-аэродромные, авиационно-технические, медицинские, ветеринарные и другие тыловые части и подразделения центрального подчинения. Руководство ими в специальном отношении осуществлялось по линии соответствующих главных и центральных управлений Народного комиссариата обороны. Общее руководство Главным интендантским, Санитарным, Ветеринарным управлениями и отделом материальных фондов было возложено на заместителя наркома обороны. Существовавшая структура тыла не соответствовала требованиям войны. Армейский и фронтовой тыл отсутствовали, так как его содержание в мирное время штатами не предусматривалось.
В условиях начавшейся Великой Отечественной войны 1 августа 1941 года был подписан приказ Народного комиссара обороны СССР «Об организации Главного управления тыла Красной Армии…», объединившего в своём составе штаб начальника тыла, управление военных сообщений (ВОСО), автодорожное управление и инспекцию начальника тыла Красной Армии. Была введена должность начальника тыла Красной Армии, которому, помимо Главного управления тыла Красной Армии, были также подчинены Главное интендантское управление, Управление снабжения горючим, санитарное и ветеринарное управления. Должность начальника тыла вводилась также во фронтах и армиях.
В ходе Великой Отечественной войны сложился хорошо организованный и технически оснащённый Тыл ВС, который успешно справлялся с большим объёмом задач по тыловому обеспечению войск (сил). С началом войны были созданы Главное управление тыла, управления тыла во фронтах и армиях. Т. о. был образован централизованный тыл. К маю 1942 введены должности начальников тыла в корпусах и дивизиях. За войну Тыл ВС принял от промышленности и обеспечил хранение и подвоз войскам (силам) свыше 10 млн т. боеприпасов, 16 млн т. горючего, ок. 40 млн т. продовольствия и фуража. Личному составу выдано свыше 70 млн комплектов обмундирования. Воинские железнодорожные перевозки превысили 19 млн вагонов, автомобильным транспортом перевезено 625 млн т., воздушным — ок. 140 млн т. материальных средств. Дорожные войска построили и восстановили ок. 100 тыс. км автомобильных дорог, железнодорожные войска и спецформирования Наркомата путей сообщения — ок. 120 тыс. км железнодорожных путей. Для нужд авиации оборудовано более 6 тысяч аэродромов. Военно-медицинская служба и лечебные учреждения Наркомата здравоохранения вернули в строй после излечения св. 72 % раненых и 91 % больных. Например, в феврале 1943 года в войска было поставлено свыше 9 миллионов продовольственных пайков.

## Состав
Управление и штаб тыла;
- Главное управление железнодорожных войск Министерства обороны СССР (ГУЖВ МО СССР);
  - Железнодорожные войска — до 1989 года[5]
- Главное автомобильное управление Министерства обороны СССР (ГЛАВТУ МО СССР);
  - Автомобильные войска
- Главное военно-медицинское управление Министерства обороны СССР (ГВМУ МО СССР);
- Главное управление торговли Министерства обороны СССР (ГУТ МО СССР);
- Центральное управление военных сообщений Министерства обороны СССР (ЦУП ВОСО МО СССР);
- Центральное продовольственное управление Министерства обороны СССР (ЦПУ МО СССР);
- Центральное вещевое управление Министерства обороны СССР (ЦВУ МО СССР);
- Центральное управление ракетного топлива и горючего Министерства обороны СССР (ЦУРТГ МО СССР) — в/ч 25968;
  - Трубопроводные войска
- Центральное автодорожное управление Министерства обороны СССР (ЦАДУ МО СССР) — в/ч 92407;
  - Дорожные войска
- Центральное финансовое управление Министерства обороны СССР (ЦФУ МО СССР)[6] — в/ч 01990;
- Инженерно-аэродромная служба Министерства обороны СССР;
- Служба пожарно-спасательной и местной обороны Министерства обороны СССР;
- Инспекция охраны окружающей среды Министерства обороны СССР;
- Управление сельского хозяйства.[7]

## Высшие учебные заведения
- Академии
  1. Военная ордена Ленина академия тыла и транспорта (Ленинград)
- Командные
  1. Московское высшее командное училище дорожных и инженерных войск (Балашиха)
- Тыла
  1. Вольское высшее военное ордена Красной Звезды училище тыла имени Ленинского комсомола
  2. Горьковское высшее военное училище тыла имени Маршала Советского Союза И. Х. Баграмяна
- Инженерные
  1. Ульяновское высшее военно-техническое училище имени Богдана Хмельницкого

### Центральное финансовое управление МО СССР
1. Ярославское высшее военное финансовое ордена Красной Звезды училище имени генерала армии А. В. Хрулёва
2. Военный финансово-экономический факультет при Московском финансовом институте

### Главное военно-медицинское управление МО СССР
1. Военно-медицинская ордена Ленина, Краснознамённая академия имени С. М. Кирова (Ленинград)
2. Военно-медицинский факультет при Горьковском медицинском институте имени С. М. Кирова
3. Военно-медицинский факультет при Куйбышевском медицинском институте имени Д. И. Ульянова
4. Военно-медицинский факультет при Саратовском медицинском ордена Трудового Красного Знамени институте
5. Военно-медицинский факультет при Томском медицинском институте
6. Военно-ветеринарный факультет при Московском ветеринарном ордена Трудового Красного Знамени институте имени К. И. Скрябина

### Главное автомобильное управление МО СССР
- Командные
  1. Самаркандское высшее военное автомобильное командное училище имени Верховного Совета Узбекской ССР
  2. Уссурийское высшее военное автомобильное командное училище
- Инженерные
  1. Рязанское высшее военное автомобильное инженерное ордена Красной Звезды училище
  2. Челябинское высшее военное автомобильное инженерное училище имени Главного маршала бронетанковых войск П. А. Ротмистрова

### Главное управление железнодорожных войск МО СССР[8]
1. Ленинградское высшее ордена Ленина, Краснознамённое училище железнодорожных войск и военных сообщений имени М. В. Фрунзе

### Военные кафедры при ВУЗах
Военные кафедры при ВУЗах:
- МАДИ
- ХАДИ
- и так далее.

## Начальники
| 1941—1951 | генерал армии           | А. В. Хрулёв     |
| 1951—1958 | генерал-полковник       | В. И. Виноградов |
| 1958—1968 | Маршал Советского Союза | И. Х. Баграмян   |
| 1968—1972 | генерал армии           | С. С. Маряхин    |
| 1972—1988 | Маршал Советского Союза | С. К. Куркоткин  |
| 1988—1991 | генерал армии           | В. М. Архипов    |
| 1991      | генерал-полковник       | И. В. Фуженко    |

## Органы военного управления
- Управление и Штаб тыла;
  - Главные и центральные управления.

## Знаки различия и отличия

### Нарукавные знаки
Нарукавные знаки спецвойскам и спецслужбам носились только категорией прапорщики, сержанты и солдаты срочной службы и сверхсрочной службы и курсантами военных ВУЗов на шинелях, на парадно-выходной, и повседневной форме одежды. На полевой, рабочей (подменной) форме одежды ношение нарукавных знаков было не предусмотрено.

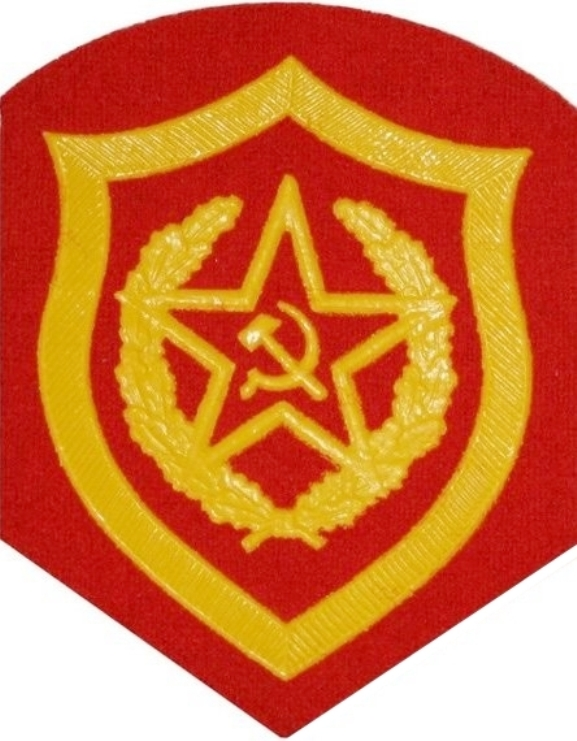
Общевойсковой знак для спецслужб.
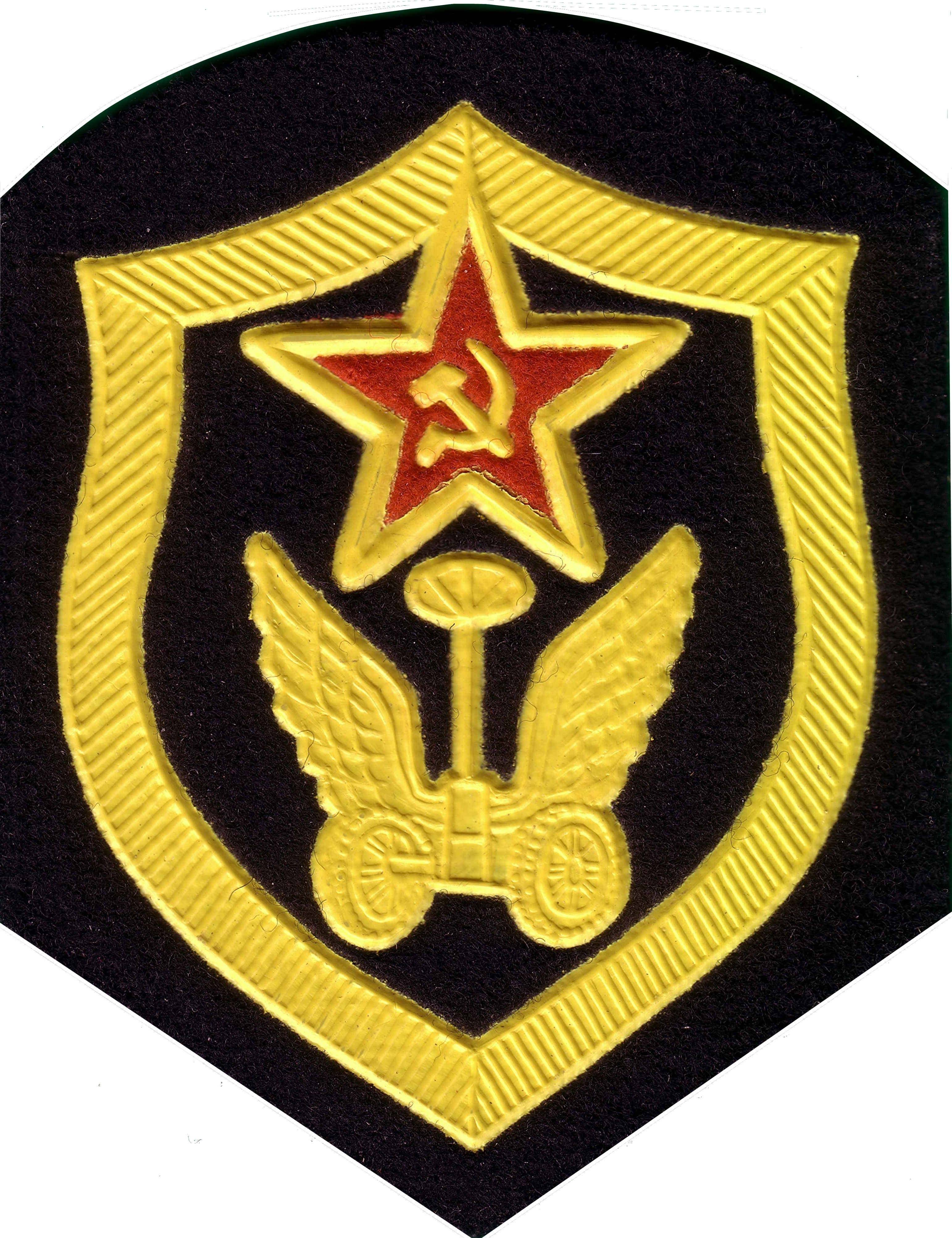
Автомобильные и Дорожные войска и службы (до 1988 года).
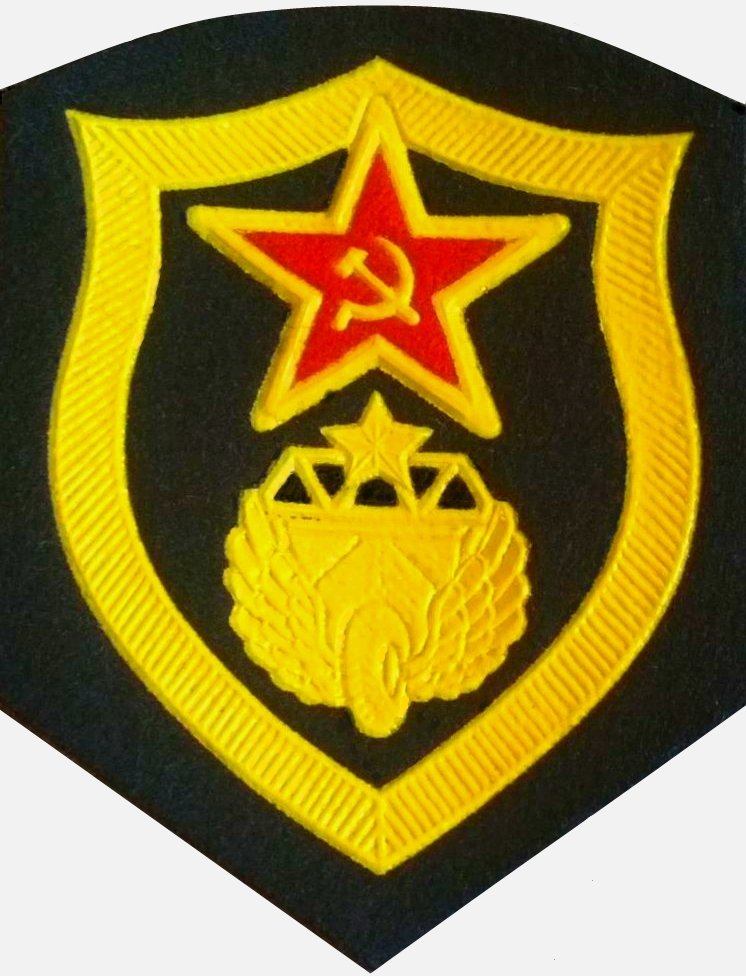
Дорожные войска и служба (после 1988 года).
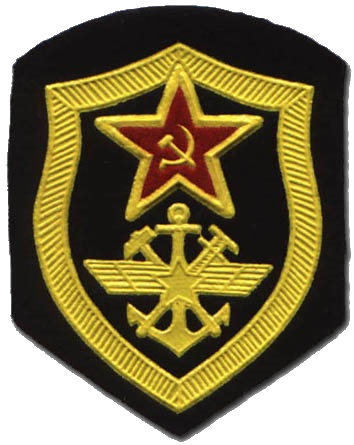
Железнодорожные войска и Служба военных сообщений.
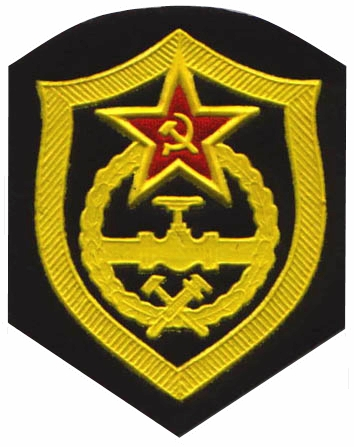
Трубопроводные части и служба.
Военно-медицинская и ветеринарная службы.

### Нагрудные знаки
Нагрудные знаки в Тыла ВС СССР были двух типов отличия и различия:

#### Прикрепляемые

Нагрудный знак «Гвардия».
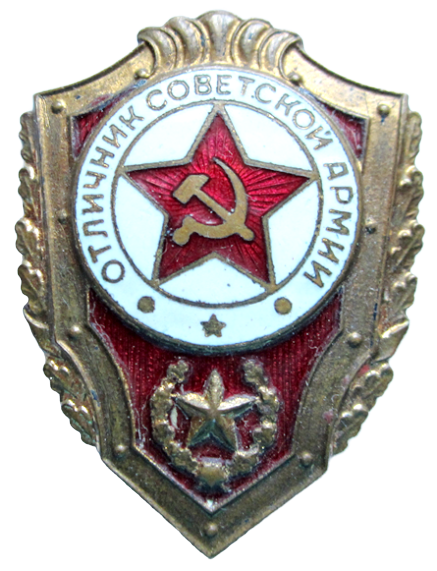
Нагрудный знак «Отличник Советской Армии».
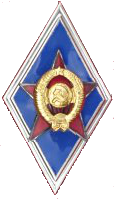
Нагрудный знак для лиц, окончивших высшие военно-учебные заведения Вооружённых Сил СССР — высших военных училищ и военных институтов.
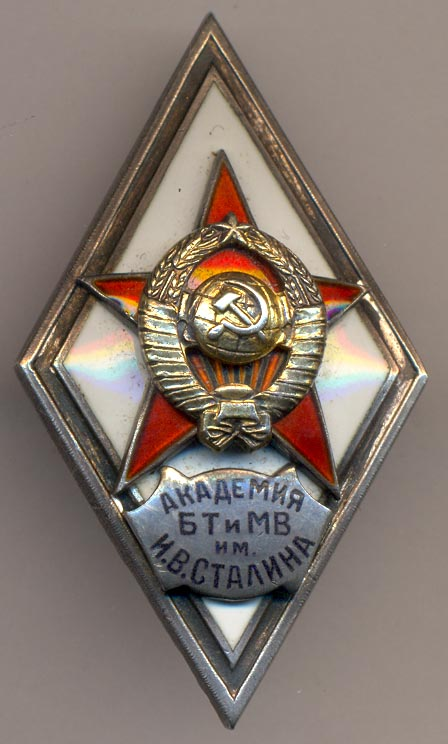
Нагрудный знак для лиц, окончивших военные академии (и приравненные к ним высшие инженерные военно-учебные заведения) ВС Союза ССР, образец 1950 года.

#### Нашивные
Нагрудные знаки отличия и различия:

Знаки ранений:
- — галун тёмно-красного цвета для обозначения легко раненых.
- — два галуна тёмно-красного цвета для обозначения дважды легко раненых.
- — галун золотистого цвета для обозначения тяжело раненых.
- — два галуна золотистого цвета для обозначения дважды тяжело раненых.
- — три галуна золотистого цвета для обозначения трижды тяжело раненых.
- — два галуна золотистого и тёмно-красного цветов для обозначения дважды раненых: тяжело и легко.
- — один галун золотистого цвета и два галуна тёмно-красного цвета для обозначения трижды раненых: дважды легко и один раз тяжело.
- — два галуна золотистого цвета и один галун тёмно-красного цвета для обозначения трижды раненых: дважды тяжело и один раз легко.

### Петличные и погонные

Знак — эмблемы на петлицы родов войск и служб ВС СССР: Автомобильные части и шофёра всех родов войск, введена приказом НКО СССР № 33, от 10 марта 1936 года (исправлениями и дополнениями, введёнными приказами НКО СССР № 165, от 31 августа 1936 года, № 93 от 30 марта, № 121 от 12 апреля 1942 года, № 25 от 15 января и № 310 от 12 ноября 1943 года.
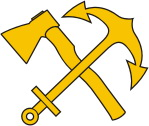
Петличная эмблема железнодорожных войск РККА образца 1922 года[11].
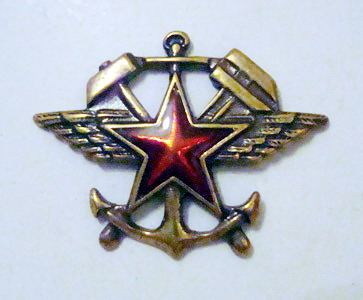
Эмблема железнодорожных войск и ВОСО СССР и Российской Федерации (1936—1998)[12][13].
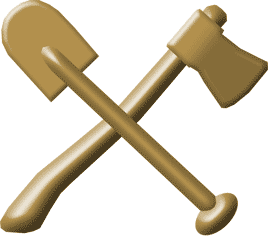
Эмблема дорожных войск ВС Союза ССР, для командного состава — посеребрённая, для инженерно-технического состава — позолоченная, для курсантов военных училищ [школ], а также сержантского и рядового состава — латунная, 1943 год.